# Genetic Information Nondiscrimination Act
La loi Genetic Information Nondiscrimination Act (GINA) est une loi américaine qui interdit aux agences d'assurances maladie et aux employeurs l'usage impropre d'informations génétiques de particuliers. Elle interdit aux assureurs de refuser une couverture maladie à un individu en bonne santé ou de lui imposer des premiums plus élevés sur la seule base d'information génétique. Elle interdit aux employeurs de se baser sur une information génétique pour embaucher, renvoyer, muter ou promouvoir un employé. 
La loi a été passée à l'unanimité au sénat (95-0) et à l'unanimité moins une voix (414-1), celle de Ron Paul, à la Chambre des représentants des États-Unis. Le président en exercice, George W. Bush, a signé la loi, en accord avec les pratiques législatives américaines, le 21 mai 2008.

## Réactions
Le sénateur Ted Kennedy s'est félicité de cette loi, la qualifiant de première loi d'importance pour la protection des droits de l'individu du XXIe siècle
En 2017, HR 1313 a été introduit, ce qui permettrait aux employeurs de demander les résultats des tests génétiques des travailleurs
,,.